# 637
Cette page concerne l'année 637  du calendrier julien.
L'année 637 est une année commune qui commence un mercredi.

## Événements
- 1er mai : ouverture du concile de Clichy[1].
- Mai - juin : victoire des musulmans conduits par Sa`d sur le général perse de Rustam à la bataille d'al-Qadisiyya[2].
  - Le roi de Perse Yazdgard III tente de reprendre al-Hira. Le général arabe Abu’Obayd traverse l’Euphrate à sa rencontre mais est écrasé sous les pattes d’un éléphant. Al-Mothanna regroupe les forces des musulmans, vainc les Perses devant al-Hira puis retraverse le fleuve vers Ctésiphon. Le Perse Roustan tient bon et les Arabes doivent se regrouper au sud de al-Hira. Renforcés par les troupes de Syrie, ils livrent une bataille décisive de trois jours à Al-Qadisiyya au printemps. Roustan, défait, meurt. Les Arabes prennent Ctésiphon (Mada’in) puis sont victorieux à Jaloula. Yazdgard III s’enfuit dans le Zagros.

- Les chefs vascons d'Aquitaine, menés par Aighinan, se soumettent au roi Dagobert à Clichy[3], après que le roi a envoyé une armée levée en Bourgogne pour réprimer leur révolte[4].
- Hommage de Judicaël à Dagobert à Clichy. La Domnonée de Judicaël en Bretagne devient protectorat franc[4].
- En Inde, une armée musulmane tente de prendre Thana, près de Bombay[5].